# Генрієтта Лакс
Генрієтта Лакс (нар. Лоретта Плезент; 1 серпня 1920 – 4 жовтня 1951) була афроамериканкою, чиї ракові клітини стали джерелом клітинної лінії HeLa, першої імморталізованої клітинної лінії людини та однієї з найважливіших клітинних ліній у медичних дослідженнях. Імморталізована клітинна лінія розмножується нескінченно довго за певних умов, тому лінія HeLa залишається джерелом безцінних медичних даних і донині.
Лакс стала мимовільним джерелом цих клітин, отриманих з біопсії пухлини під час лікування раку шийки матки в лікарні Джона Гопкінса в Балтиморі, штат Меріленд, у 1951 році. Ці клітини потім культивував Джордж Отто Гей, який створив клітинну лінію, відому як HeLa, що досі використовується для медичних досліджень. Як це було прийнято в той час, для культивування клітин, отриманих в результаті лікування Лакс, не було потрібно згоди. Ні вона, ні її сім'я не отримали компенсації за вилучення або використання клітин HeLa.
Незважаючи на те, що деяка інформація про походження увічнених клітинних ліній HeLa була відома дослідникам після 1970 року, сім'я Лакс не дізналася про існування цієї лінії до 1975 року. Зі зростанням обізнаності про генетичне походження клітинної лінії, її використання в медичних дослідженнях і в комерційних цілях продовжує викликати питання щодо приватності та прав пацієнтів.